# John Leslie Mackie

J.L. Mackie

John Leslie Mackie (ur. 25 sierpnia 1917, zm. 12 grudnia 1981) – australijski filozof z Sydney. Jego prace w istotny sposób wpłynęły na filozofię religii, metafizykę i filozofię języka. Najbardziej znany jest ze swoich poglądów na meta-etykę, zwłaszcza z obrony sceptycyzmu moralnego. Jest autorem sześciu książek. Najbardziej znaną z nich, ‘Ethics: Inventing Right and Wrong’ (1977) otwiera odważne twierdzenie, że „Nie ma czegoś takiego, jak obiektywne wartości”. W książce tej autor dowodzi, że wartości etyczne nie są odkrywane przez ludzi – są przez nich tworzone.

## Życiorys
John Leslie Mackie urodził się 25 sierpnia 1917 roku w Sydney. Jego matka, Annie Burnett Duncan, była nauczycielką, a ojciec, Alexander Mackie, profesorem edukacji na Uniwersytecie w Sydney, a także dyrektorem Sydney Teachers College, który silnie wpłynął na system edukacyjny Nowej Południowej Walii. John L. Mackie w 1938 roku ukończył studia na Uniwersytecie w Sydney, gdzie jego wykładowcą był John Anderson. Kontynuował studia w Oriel College w Oksfordzie; studia te ukończył z najwyższą notą w 1940 roku.
Podczas II wojny światowej John L. Mackie służył w Royal Electrical and Mechanical Engineers na Środkowym Wschodzie i we Włoszech. Od 1955 do 1959 wykładał filozofię na Uniwersytecie w Otago w Nowej Zelandii, a od 1959 do 1963 na Uniwersytecie w Sydney. W 1963 przeprowadził się do Wielkiej Brytanii, gdzie wykładał filozofię na University of York. Zajmował to stanowisko do 1967 roku, kiedy to został wybrany towarzyszem w University College w Oxfordzie. W 1974 roku został członkiem British Academy.
John L. Mackie zmarł na raka 12 grudnia 1981 roku w Oksfordzie.

## Publikacje

### Książki
- Truth, Probability, and Paradox (1973), Oxford University Press, ISBN 0-19-824402-9.
- The Cement of the Universe: A Study of Causation (1974), Oxford University Press, ISBN 0-19-824642-0.
- Problems from Locke (1976), Oxford University Press, ISBN 0-19-824555-6.
- Ethics: Inventing Right and Wrong (1977), Viking Press, ISBN 0-14-013558-8.
- Hume's Moral Theory (1980), Routledge Keegan & Paul, ISBN 0-7100-0525-3.
- The Miracle of Theism: Arguments for and Against the Existence of God (1982), Oxford University Press, ISBN 0-19-824682-X. polskie wydanie: Cud teizmu: Argumenty za istnieniem Boga i przeciw jego istnieniu (1997), Wydawnictwo Naukowe PWN, tłum. Bohdan Chwedeńczuk

### Antologie
- Logic and Knowledge: Selected Papers, Volume I (1985), Oxford University Press, ISBN 0-19-824679-X.
- Persons and Values: Selected Papers, Volume II (1985), Oxford University Press, ISBN 0-19-824678-1.